# Tijn van Lier
Tijn van Lier (Eindhoven, 19 maart 1941) is een Nederlands voormalig voetballer die als aanvaller speelde.
Van Lier speelde bij PSV waar hij in het kampioensjaar 1962/63 debuteerde. Vervolgens speelde hij voor Roda JC en DWS voor hij vierënhalf jaar bij N.E.C. speelde. Hij sloot zijn loopbaan in 1973 af bij Helmond Sport en drijft sindsdien een café in Eindhoven.

## Carrièrestatistieken
| Seizoen         | Club            | Land            | Competitie      | Competitie | Competitie | Beker | Beker | Internationaal | Internationaal | Overig | Overig | Totaal | Totaal |
| Seizoen         | Club            | Land            | Competitie      | Wed.       | Dlp.       | Wed.  | Dlp.  | Wed.           | Dlp.           | Wed.   | Dlp.   | Wed.   | Dlp.   |
| --------------- | --------------- | --------------- | --------------- | ---------- | ---------- | ----- | ----- | -------------- | -------------- | ------ | ------ | ------ | ------ |
| 1962/63         | PSV             | Nederland       | Eredivisie      | 2          | 0          | –     | 0     | 0              | 0              | 0      | 0      | –      | 0      |
| 1963/64         | Roda JC         | Nederland       | Tweede divisie  | –          | 26         | –     | 1     | 0              | 0              | –      | 2      | –      | 29     |
| 1964/65         | DWS/A           | Nederland       | Eredivisie      | 6          | 3          | –     | 0     | 0              | 0              | 0      | 0      | –      | 3      |
| 1965/66         | N.E.C.          | Nederland       | Eerste divisie  | 22         | 10         | 3     | 0     | 0              | 0              | 0      | 0      | 25     | 10     |
| 1966/67         | N.E.C.          | Nederland       | Eerste divisie  | 32         | 12         | 1     | 0     | 0              | 0              | 0      | 0      | 33     | 12     |
| 1967/68         | N.E.C.          | Nederland       | Eredivisie      | 4          | 0          | 1     | 0     | 0              | 0              | 0      | 0      | 5      | 0      |
| 1968/69         | N.E.C.          | Nederland       | Eredivisie      | 10         | 0          | 1     | 0     | 0              | 0              | 0      | 0      | 11     | 0      |
| 1969/70         | N.E.C.          | Nederland       | Eredivisie      | 0          | 0          | 0     | 0     | 0              | 0              | 0      | 0      | 0      | 0      |
| 1969/70         | Helmond Sport   | Nederland       | Eerste divisie  | –          | 2          | 0     | 0     | 0              | 0              | 0      | 0      | –      | 2      |
| 1970/71         | Helmond Sport   | Nederland       | Eerste divisie  | –          | 0          | –     | 0     | 0              | 0              | 0      | 0      | –      | 0      |
| 1971/72         | Helmond Sport   | Nederland       | Eerste divisie  | –          | 1          | –     | –     | 0              | 0              | 0      | 0      | –      | 1      |
| 1972/73         | Helmond Sport   | Nederland       | Eerste divisie  | –          | –          | –     | 0     | 0              | 0              | 0      | 0      | –      | –      |
| Carrière totaal | Carrière totaal | Carrière totaal | Carrière totaal | –          | –          | –     | 1     | 0              | 0              | –      | 2      | –      | –      |

## Erelijst
PSV
| Nationaal     |    |         |
| Landskampioen | 1x | 1962/63 |